# Tu-330
Tu-330 – niezrealizowany projekt rosyjskiego samolotu transportowego będącego wersją pasażerskiego Tu-204. Prace prowadziło Biuro Konstrukcyjne Tupolewa.

## Historia
23 kwietnia 1994 roku rosyjski rząd wydał zarządzenie o rozpoczęciu budowy dziesięciu egzemplarzy samolotu Tu-330 w Kazaniu. Pomimo tego zarządzenia Tu-330 jeszcze nie powstał. Planowano zastąpienie przez Tu-330 (oraz An-70) używanych dotychczas w wojskowym transporcie lotniczym Rosji samolotów An-12 i Ił-76. Do dziś powstała jedynie drewniana makieta samolotu w naturalnej skali.

## Konstrukcja
Samolot miał być transportową wersją pasażerskiego Tu-204. Unifikacja części obu samolotów miała wynieść około 75%. Pozwoliłoby to zmniejszyć czas i koszty związane z projektowaniem nowej maszyny. Tu-330 miał być górnopłatem napędzanym dwoma silnikami turbowentylatorowymi PS-90A. Przewidywano również możliwość zamontowania innych silników producentów rosyjskich lub zagranicznych na życzenie potencjalnego odbiorcy.